# Почётная грамота Правительства Российской Федерации
Почётная грамота Правительства Российской Федерации учреждена постановлением Правительства Российской Федерации от 31 января 2009 года № 73 «О Почётной грамоте Правительства Российской Федерации и благодарности Правительства Российской Федерации». Этим постановлением были утверждены положение о почётной грамоте Правительства Российской Федерации и об объявлении благодарности Правительства Российской Федерации, образец бланка почётной грамоты, описание и рисунок нагрудного знака к почётной грамоте.
В соответствии с положением, почётная грамота Правительства Российской Федерации является формой поощрения

за заслуги в содействии проведению социальной и экономической политики государства, осуществлению эффективной деятельности федеральных государственных органов, развитию местного самоуправления, обеспечению законности, прав и свобод граждан, укреплению обороноспособности страны и государственной безопасности, реализации внешней политики государства, а также осуществлению иных полномочий, возложенных на правительство Российской Федерации Конституцией Российской Федерации, федеральными конституционными законами, федеральными законами, указами президента Российской Федерации.

Вручение грамоты осуществляется председателем Правительства Российской Федерации либо по его поручению членами Правительства Российской Федерации или другими должностными лицами. Повторное награждение грамотой не производится. Дубликаты грамоты и нагрудного знака взамен утерянных не выдаются.

## Нагрудный знак

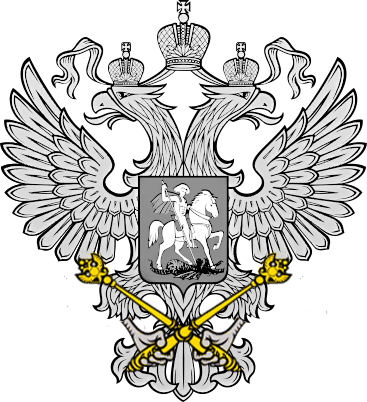
Нагрудный знак к Почётной грамоте

Нагрудный знак к почётной грамоте Правительства Российской Федерации представляет собой изображение двуглавого орла с поднятыми вверх распущенными крыльями. Орел увенчан двумя малыми коронами и выше по центру одной большой короной. Короны соединены лентой. В лапах орел держит скрещённые скипетры. На груди орла расположен щит, в поле которого — всадник, поражающий копьём дракона. Основу нагрудного знака составляет сплав меди. Нагрудный знак выполняется по технологии объемного литья в один уровень. Изображение орла имеет серебряное покрытие, скипетры — золотое. Размер нагрудного знака — 16 миллиметров. Крепление нагрудного знака выполняется в виде цанговой застёжки. Нагрудный знак упаковывается в бархатный футляр.

## Список лиц, награждённых почётной грамотой
Основная категория: Награждённые почётной грамотой Правительства Российской Федерации